# Мусколине
Мусколѝне (на италиански: Muscoline, на източноломбардски: Musculine, Мускулине) е малко градче и община в Северна Италия, провинция Бреша, регион Ломбардия. Разположено е на 272 m надморска височина. Населението на общината е 2602 души (към 2013 г.).